# Interart
Interart was een galerie en beeldentuin in Heeswijk die zich bevond nabij Kasteel Heeswijk. De galerie en tuin is in 2016 gesloten.
De tuin omvatte onder meer een hoogstamboomgaard met leibomen en een kruidentuin. Ieder jaar was er een programma waarin verschillende kunstenaars exposities hielden. Dit waren zowel kunstenaars die jaarlijks in de beeldentuin exposeerden, als wisselende kunstenaars.

## Geschiedenis
Interart werd in 1989 opgericht door Astrid Rakhorst die zelf keramiste en edelsmid was. Het ontwerp van de tuin was van tuinarchitect Arend Jan van der Horst. De tuin was opgebouwd uit tegenstellingen zoals strakke moderne waterpartijen naast romantische vijvers en lange strakke lanen naast kronkelende paden.
In 2017 ging de galerie en beeldentuin nog een keer open voor het publiek voor een benefietverkoop van de collectie grafieken. De opbrengst van deze verkoop ging naar de Stichting Vrienden voor Bambanani, een onderwijsproject in Zuid-Afrika.